# Лютеранська, 15
Будинок із Паном і німфами — київський прибутковий будинок архітектора Олександра Вербицького на Лютеранській вулиці, 15. Одна з небагатьох пам'яток, на фасаді якої зберігся монументальний живопис.
Наказом Міністерства культури і туризму України № 662/0/16-07 від 16 червня 2007 року будівля занесена до обліку пам'яток архітектури (охоронний номер 429-Кв).

## Історія

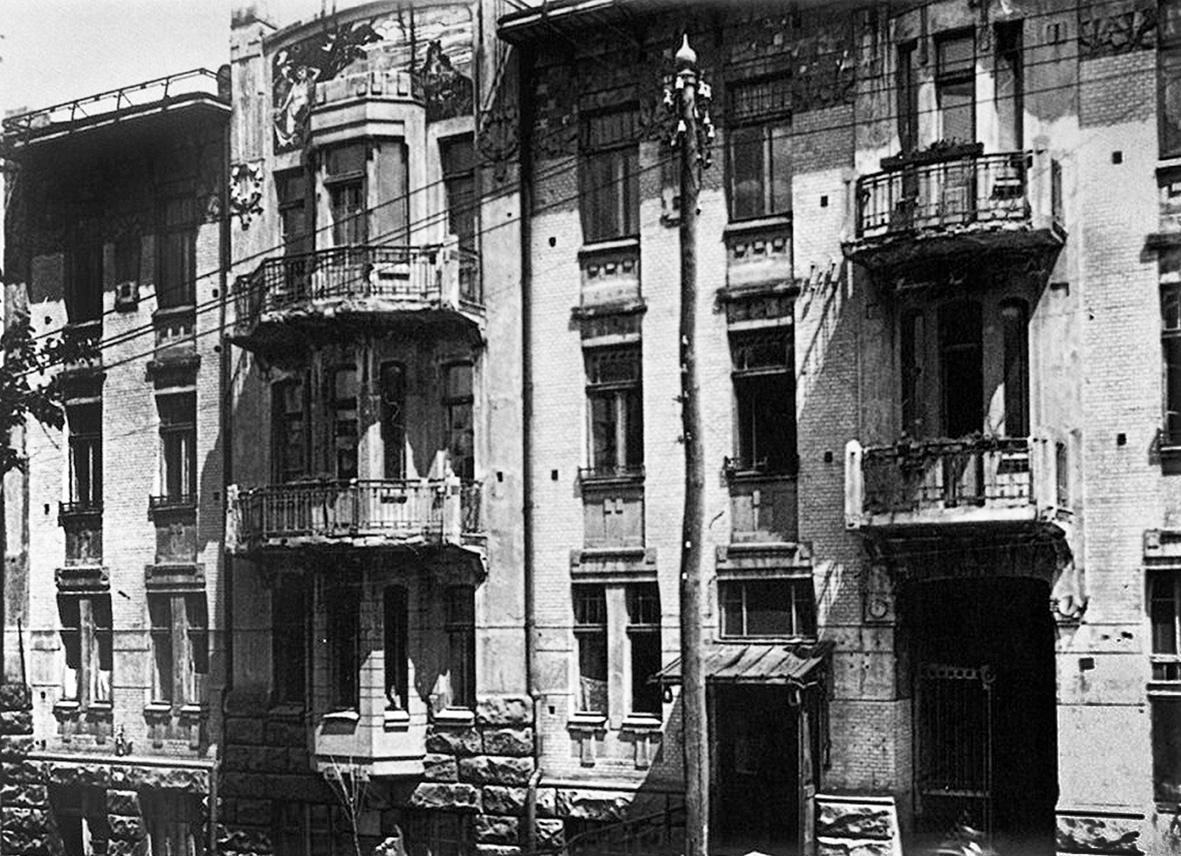
Будинок у 1930-х роках

Будинок споруджено 1908 року за проєктом Олександра Вербицького (1875—1958). Сам архітектор і проживав тут. За його проєктами збудували також адміністративний будинок Південно-Західної залізниці на вулиці Пушкінській, 14 (1910—1912)), низку житлових будинків на вулицях Банковій, 12; Володимирській, 22; Рейтарській, 20 тощо.
У 1930-х роках у квартирі № 13 мешкав Юрій Міхновський (1866—1937), архієпископ Української автокефальної православної церкви, настоятель Софійського собору, організатор допомоги селянам, які потерпали від голодомору 1932—1933 років. 1937 року його заарештували органи НКВС. А 16 жовтня розстріляли.
Будинок був значно пошкоджений під час вересневої пожежі 1941 року, яку спричинив підрив середмістя радянськими диверсантами. 1946 року відбудовано із частковим переплануванням.

## Архітектура

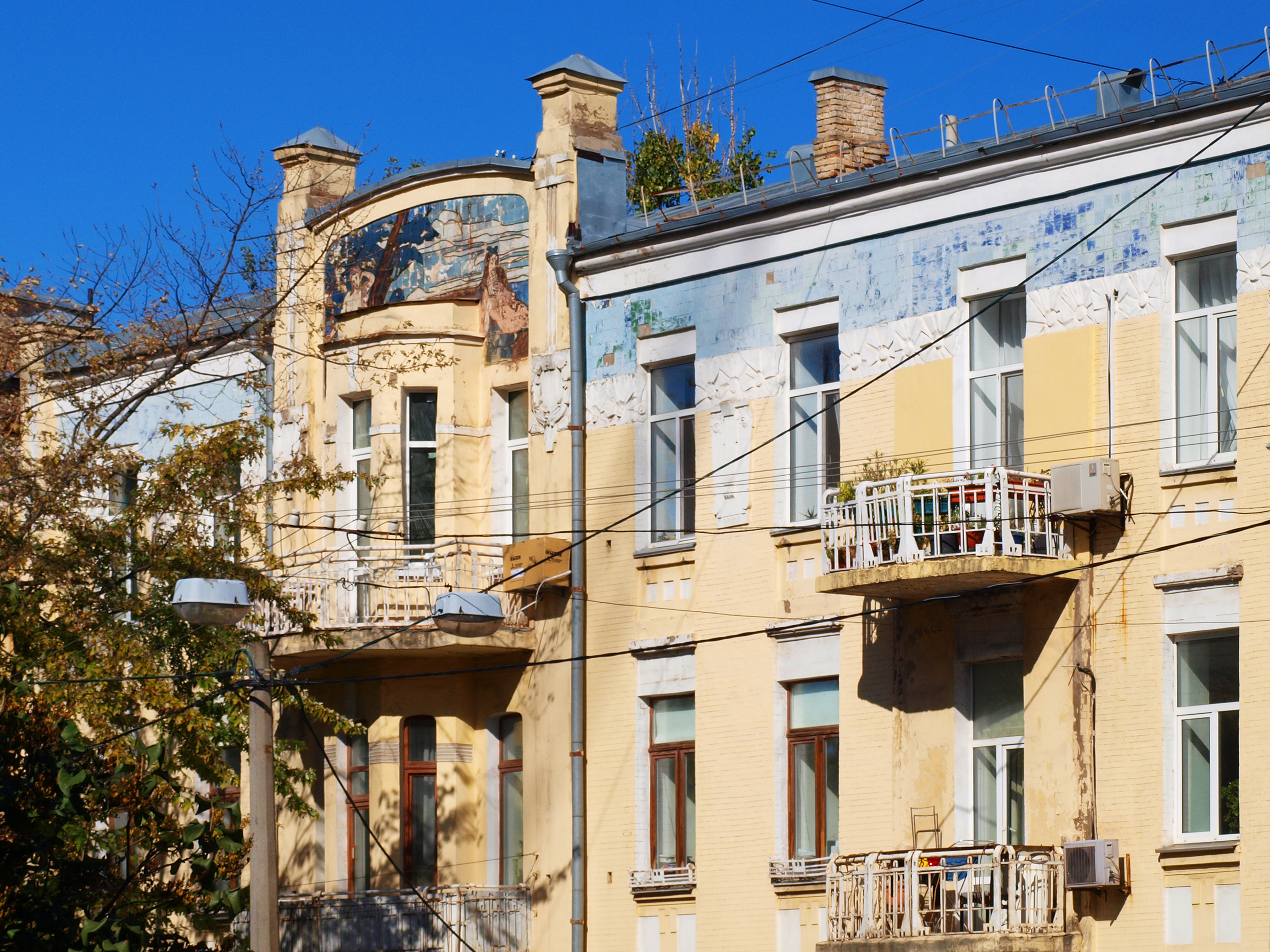
Фасад будинку

Будинок — триповерховий із цокольним напівповерхом, цегляний, у плані П-подібний, трисекційний.
Парадні приміщення виділено на фасаді еркерами і балконами, які формують асиметричну композицію. Фасад виконаний у стилі раціонального (конструктивного) модерну. Його особливістю є контраст фактур — кольорових керамічних плиток, гладенької площини стін і штучного каменю з колотою поверхнею у цоколі. Підвіконні площини акцентовано глазурованою плиткою синьо-зелених тонів. Фриз був оздоблений стрічкою геометризованого рослинного орнаменту.
Асиметрію фасаду підсилено завершенням лівого еркера щипцем. У його полі вміщено кольорове майолікове панно із зображенням Пана із свиріллю і німф.
В оформленні фасаду використано також художній метал у деталях огорожі. За задумом автора ріг праворуч по фасаду мав бути прикрашений вежкою зі шпилем, але проєкт не реалізовано. Втрачено частину карниза і балюстраду.

## Майолікове панно
Уперше в європейській архітектурі використання майоліки в оздобленні фасадів здійснив австрійський архітектор Отто Вагнер (1846—1918) у «Майоліковому будинку» у Відні 1899 року.
Київські архітектори замовляли майоліку в Абрамцевській керамічній майстерні. Олександр Вербицький в оформленні фризу використав античний сюжет «Пан із свиріллю і дві німфи на тлі краєвиду». Панно виконали на основі картини «Весняний вечір» Арнольда Бекліна.

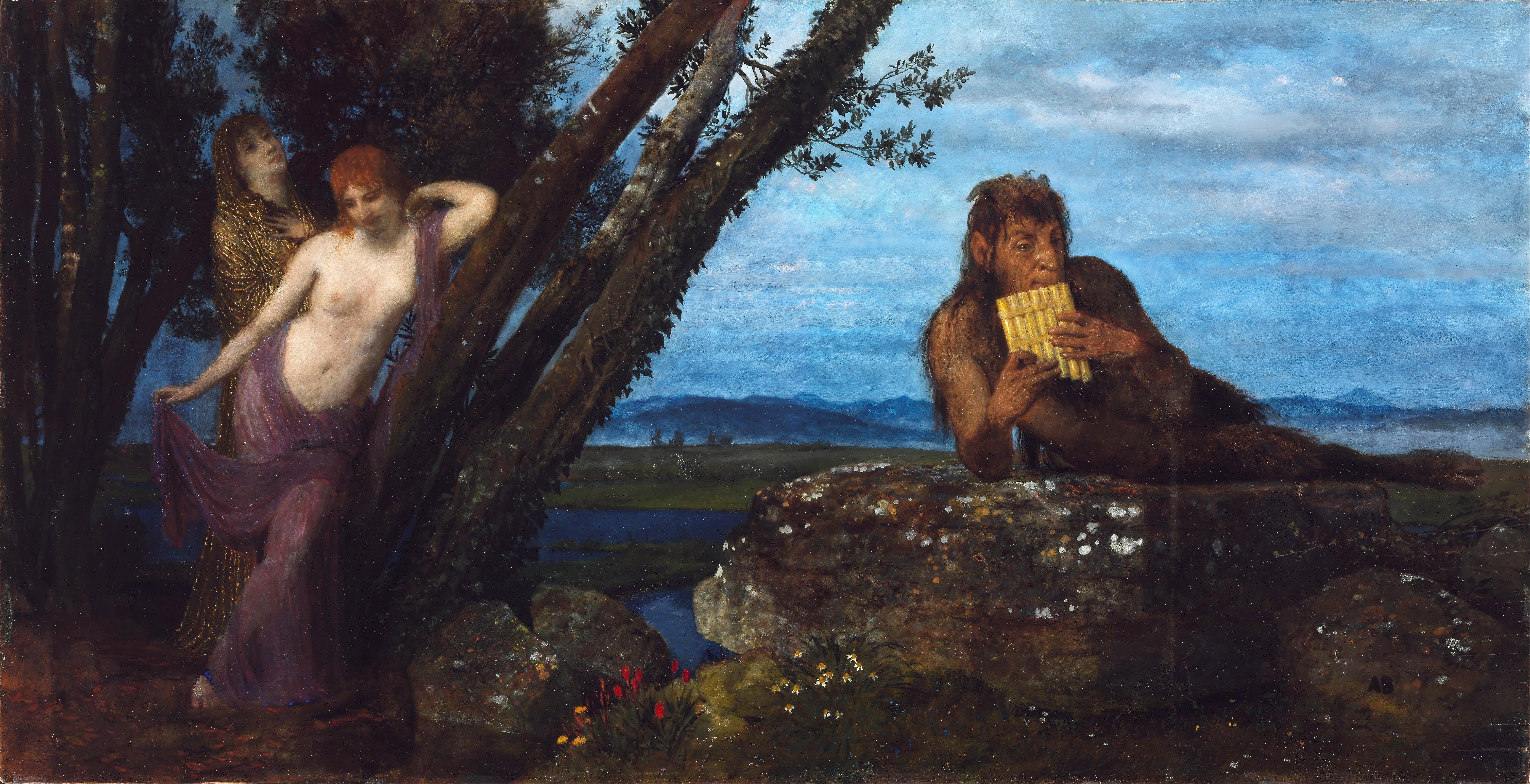
Арнольд Беклін. «Весняний вечір», 1879 (оригінал)
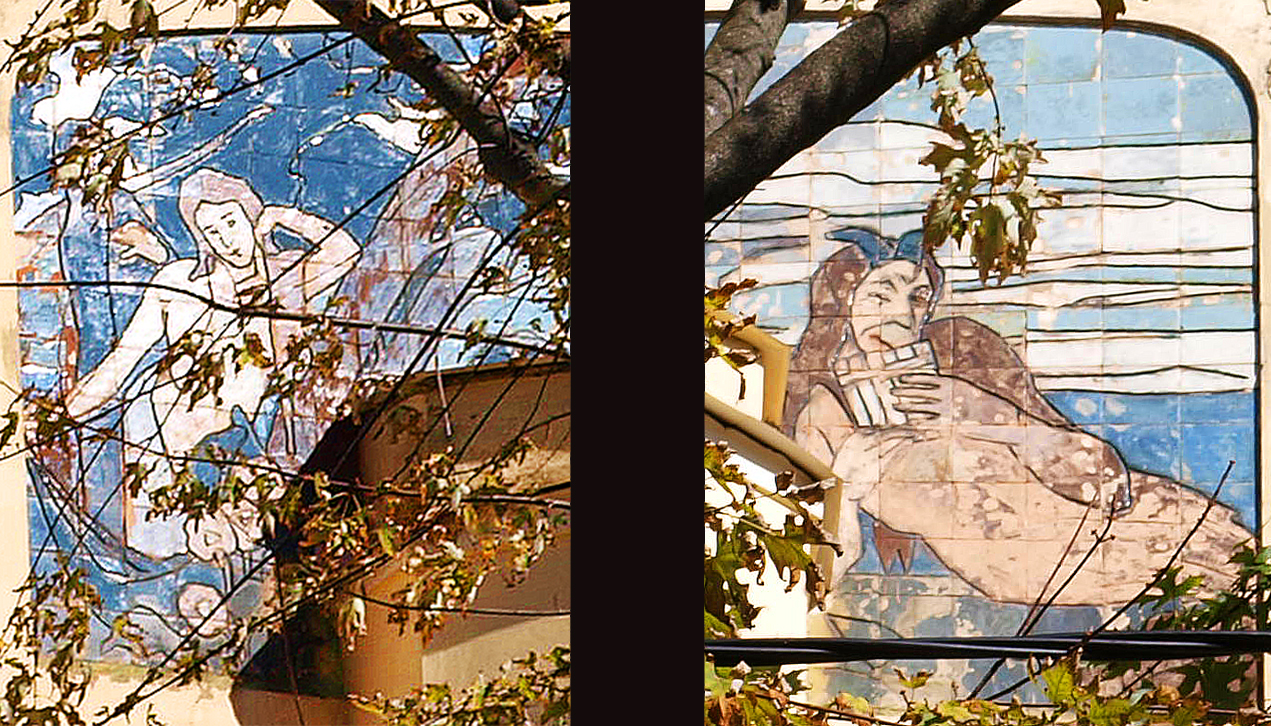
Майоліка «Пан і німфи» на фасаді (фрагменти)